# دنیاگیری کووید-۱۹ در ویتنام
دنیاگیری کووید-۱۹ در ویتنام بخشی از دنیاگیری بیماری کروناویروس ۲۰۱۹ در جهان است. اولین مورد تأیید شده در ویتنام در ۲۳ ژانویه ۲۰۲۰ در شهر هوشی‌مین اعلام شد.